# یوری یاخیموف
یوری یاخیموف (روسی: Юрий Александрович Якимов؛ زادهٔ ۲۸ فوریهٔ ۱۹۵۳) قایقران روئینگ اهل روسیه است.